# Naina Devi
Naina Devi es una ciudad y concejo municipal  situada en el distrito de Bilaspur,  en el estado de Himachal Pradesh (India). Su población es de 1204 habitantes (2011). 

## Demografía
Según el censo de 2011 la población de Naina Devi era de 1204 habitantes, de los cuales 645 eran hombres y 559 eran mujeres. Naina Devi tiene una tasa media de alfabetización del 88,98%, superior a la media estatal del 82,80%: la alfabetización masculina es del 90,85%, y la alfabetización femenina del 86,80%.